# Ochthebius belucistanicus
Ochthebius belucistanicus är en skalbaggsart som beskrevs av Ferro 1984. Ochthebius belucistanicus ingår i släktet Ochthebius och familjen vattenbrynsbaggar. Inga underarter finns listade i Catalogue of Life.